# Волф Еберхард Кемерер фон Вормс
Волф/Волфганг Еберхард II Кемерер фон Вормс (на немски: Wolf/Wolfgang Eberhard II Kämmerer von Worms Freiherr von Dalberg; * 30 май 1679; † 12 декември 1737) е немски благородник, „кемерер“, господар на Вормс в Рейнланд-Пфалц и фрайхер на Далберг при Бад Кройцнах.

## Биография
Той е единадесетият син, най-малкото дете (от 13 деца) на Филип Франц Еберхард фон Далберг (1635 – 1693) и съпругата му Анна Катарина Франциска Кемерер фон Вормс, господарка на Далберг (1644 – 1679), дъщеря на Йохан Кемерер фон Вормс († 13 януари 1670), господар на Далберг, и Анна Антонета фон дер Лайен († 18 септември 1659). Внук е на Филип Балтазар фон Далберг (1597 – 1639) и Магдалена фон Варсберг (1604/1605 - 1647). Брат е на Франц Екберт Кемерер фон Вормс (1674 – 1741).
Волф Еберхард е императорски таен съветник, императорски и курпфалцски дворцов съветник, камера-президент на Курфюрство Пфалц и от 1722 до 1737 г. оберамтман в Опенхайм, Лаутерекен и Велденц. Той е погребан в Хернсхайм (Вормс).

## Фамилия
Волф Еберхард Кемерер фон Вормс се жени на 8 януари 1713 г. за фрайин Мария Анна фон Грайфенклау цу Фолрадс (* 9 ноември 1695; † 8 октомври 1768), дъщеря на фрайхер Йохан Ервайн фон Грайфенклау цу Фолрадс (1663 – 1727), бургграф на Фридберг, и фрайин Анна Лиоба фон Зикинген-Зикинген (1666 – 1704). Те имат шест деца:
- Йохан Филип Кемерер фон Вормс-Далберг (1714 – 1723)
- Франц Хайнрих Кемерер фон Вормс, фрайхер на Далберг (* 8 февруари 1716, Хернсхайм; † 9 декември 1776, Хернщайн при Вормс), женен на 19 март 1743 г. за графиня Мария София Анна фон и цу Елтц-Кемпених, нар. Фауст фон Щромберг (* 5 октомври 1722; † 30 септември 1763, Майнц)
- Карл Йозеф Филип Дамиан Фердинанд Кемерер фон Вормс-Далберг (* 10 октомври 1717, Хайделберг; † 17 декември 1778, Майнц)
- Августа (Мария Анна) Филипина Кемерер фон Вормс-Далберг (* пр. 20 октомври 1718, Хайделберг Хл.Гайсткирхе; † 19 октомври 1719)
- Мария Терезия Кемерер фон Вормс-Далберг (* 15 август 1721; † ноември 1740, Кунщат), омъжена за фрайхер Йохан Вилхелм Улнер фон Дипург (* 1715)
- Волфганг Вилхелм Кемерер фон Вормс-Далберг (* 1723)